# Ministério da Economia e da Transição Digital
O Ministério da Economia e da Transição Digital foi um departamento do Governo de Portugal - criado no XXII Governo Constitucional  - responsável pela tutela e execução das políticas públicas respeitantes às atividades económicas, especialmente no que diz respeito aos setores do comércio, turismo, serviços, indústria e da transição digital.